# Donji Klakar
Donji Klakar (szerbül: Горњи Клакар), falu Bosznia-Hercegovinában, Brod községben, a Szerb Köztársaság északi régiójában. 

## Fekvése
A település Bosznia-Hercegovina északi részén, Dobojtól légvonalban 37, közúton 79 km-re északra, községközpontjától légvonalban 14, közúton 17 km-re délkeletre fekvő dombvidéken, a Száva jobb partján, 100-160 méteres magasságban fekszik.

## Népessége
| Nemzetiségi csoport | Népesség 1991 | Népesség 2013 |
| ------------------- | ------------- | ------------- |
| Szerb               | 549           | 411           |
| Bosnyák             | 0             | 0             |
| Horvát              | 14            | 0             |
| Jugoszláv           | 16            | 0             |
| Egyéb               | 4             | 2             |
| Összesen            | 583           | 413           |

## Története
A régészeti leletek tanúsága szerint Klakar területe már az őskortól fogva lakott volt. Gornji Klakaron két helyen is újkőkori települések maradványai kerültek elő.
Az egykor egységes Klakar település 1878-ig tartozott az Oszmán Birodalomhoz. Ekkor a berlini kongresszus határozata alapján az Osztrák-Magyar Monarchia része lett. 1879-ben az első osztrák-magyar népszámlálás során a brodi járáshoz tartozó településnek 98 háztartása és 583 ortodox lakosa volt. 1910-ben a Brodi járáshoz tartozó Gornji Klakar településen 113 háztartást, 506 ortodox, 79 római katolikus és 6 muszlim lakost találtak. A monarchia szétesésével 1918-ban előbb a Szerb-Horvát-Szlovén Királyság, majd 1929-től a Jugoszláv Királyság része lett. 1921-ben a Brodi járáshoz tartozó Gornji Klakar településnek 684 lakosa volt, közülük 623 ortodox és 61 római katolikus volt.Az 1929-es törvény értelmében, amikor Bosznia-Hercegovinát négy banovinára, Drinskára, Vrbaskára, Zetskára és Primorskára osztották, a település a Vrbaska banovina (Orbászi Bánság) része lett, amelynek székhelye Banja Luka volt. 1939-ben a közigazgatás átszervezésével a Hrvatska banovina (Horvát Bánság) része lett.
A második világháborúban Jugoszlávia megszállása után a Független Horvát Állam (NDH) része lett. A második világháború után 1992-ig a település a szocialista Jugoszlávia keretében a Bosznia-Hercegovinai Népköztársaság része volt. A boszniai háború idején a falu horvát lakosságát elüldözték. A boszniai háborút lezáró daytoni békeszerződés rendelkezése alapján az ország területét felosztották a Bosznia-hercegovinai Föderáció és a boszniai Szerb Köztársaság között. A békeszerződés utáni területmegosztási megállapodás értelmében a település a Boszniai Szerb Köztársasághoz került. 

## Nevezetességei
Szent Lázár fejedelem tiszteletére szentelt ortodox kápolnája. A kápolna mérete 7,1x7 méter, építése 1990-ben kezdődött Vesna Popović belgrádi építész tervei szerint. A boszniai háború (1992-1995) kezdete miatt a kápolna építése leállt, és 2000-ben fejezték be. A kápolnát ugyanazon év május 28-án Vaszilije, Zvornik-Tuzlan püspöke szentelte fel. A bükkfa ikonosztázt egy bródi építőipari vállalat készítette. Az ikonok kasírozottak és keretezettek. A vinskai ortodox plébánia filiája.